# Protestos no Iémen em 2005
Os protestos no Iémen em 2005 foram uma revolução nacional e um movimento de protesto popular contra o presidente Ali Abdullah Saleh, após o aumento dos preços dos combustíveis a 19 de julho. Os protestos em massa começaram em Aden em 20 de julho, mas espalharam-se por todo o país entre 20 e 23 de julho. Crescentes protestos de rua em massa, desobediência e distúrbios civis em massa, e cada vez mais manifestações de rua violentas caracterizadas por distúrbios e desordem civil atingiram e abalaram o Iémen, principalmente Sanaa e Aden. Os distúrbios e revoltas consistiram em lobbys, comícios, saques, ataques incendiários e batalhas entre a polícia e os manifestantes. Em Hudaydah, milhares manifestaram-se contra o aumento do preço do combustível e rapidamente o arremeço de pedras aconteceu e 8 pessoas morreram. 36 foram mortos nas repressões sangrentas, nas quais os militares foram mobilizados para dispersar e reprimir a revolta em massa usando munições reais e balas de borracha para dissipar a revolta.